# Цаплієнко Андрій Юрійович
Андрі́й Ю́рійович Цапліє́нко (нар. 12 жовтня 1968, Харків) — український журналіст, військовий кореспондент, ведучий, письменник та сценарист. Автор п'яти книжок. Заслужений журналіст України.

## Біографія
Народився в Харкові. Зараз проживає в Києві. Одружений, виховує двох синів. Вільно володіє англійською, польською мовами.

## Освіта вища
- 1985—1991 Харківський інститут мистецтв, акторський факультет (з перервою на службу в Збройних Силах у 1987—1989 роках)
- 1995 Університет міста Кальмар (Швеція), FOJO, курси підвищення кваліфікації журналістів
- 2003—2006 Київський міжнародний університет, факультет журналістики.

## Кар'єра
Роботу на телебаченні почав у 1989 році. Працював освітлювачем у Харківській обласний телерадіокомпанії. З 1992 року був репортером регіональної харківської телекомпанії «Оріон», у 1993 році виходить авторська програма Андрія Цаплієнка «Буря в стакане». У 1995 році в ефірі з'являється програма «Чудное мгновенье» спільного виробництва «Студії +7» та Харківської обласної телерадіокомпанії, автором і ведучим якої стає Андрій Цаплієнко. У 1995 році переходить на харківський телеканал «Приват TV», де обіймає посаду режисера та ведучого.
У 1997 році переселяється до Києва та недовго працює автором і ведучим програми «Люди», виробництва ТІА «Вікна». У 1998-му приходить на роботу на телеканал «Інтер», спочатку ведучим програми «Утречко», а з 1999 року ведучим і керівником програм «N-ний кілометр», «На лінії вогню», «Спецкор» телеканалу «Інтер».
З 2001 року був військовим кореспондентом «Інтера», робив репортажі під час конфліктів у Афганістані, Македонії, Іраку, Кот-д'Івуарі, Непалі, Шрі Ланці, Південній Осетії, Кашмірі, Ліберії, Бурунді, Колумбії.
З 2007 року був автором і сценаристом студії документальних фільмів телеканалу «Інтер».
Наприкінці вересня 2012 року фільм Андрія Цаплієнка «Місто, яке зрадили» Державний комітет телебачення і радіомовлення України висунув на здобуття у 2013 році Національної премії України імені Тараса Шевченка.
7 березня 2014 року, разом із групою українських, російських та грецьких журналістів, був жорстоко побитий озброєними проросійськими активістами після зйомок штурму російськими військовиками української військової частини 2355 у Севастополі. Під час інциденту за групою журналістів телеканалу «Інтер» було організовано збройне переслідування з метою знищити відеокамери та весь відзнятий матеріал.
У серпні 2014 року Андрій звільнився з телеканалу «Інтер», на якому пропрацював 17 років. Перехід на «1+1» журналіст аргументував, зокрема, тим, що цей канал дає можливість робити репортажі українською мовою.
У 2018 році у «Видавництві Старого Лева» вийшла п'ята книжка Андрія Цаплієнка, його дебют у жанрі антиутопії. У фантастичному романі «Стіна» перед читачем постають два постапокаліптичні суспільства, одне з яких йде прогресивним шляхом, друге — деградує. Герої роману — українці та росіяни, що є носіями яскравих національних рис, перебувають у постійному напруженому антагонізмі. Книги Андрія Цаплієнка перекладені кількома європейськими мовами.
25 березня 2022 року, під час повномасштабного вторгнення Росії до України, окупанти РФ поранили Андрія Цаплієнка під час виконання редакційного завдання в Чернігівській області.
«Колеги стояли біля машини і готувалися до зйомки. Помітили дрон, але в укриття не встигли. З трьох боків прилетіло три „Смерчі“. Встигли впасти на землю біля машини. Крім вибухів, було чутно, як уламки „січуть“ повітря. У цьому підступність касетних бомб. Андрій відчув дуже сильний удар по стегну, ніби чимось важким. Практично відразу в той же квадрат почала „гасити“ російська артилерія. Підкреслюю — це звичайні житлові будинки. Водій прийняв сміливе рішення сховати машину, ризикуючи життям. Щоб дати шанс групі терміново дістатися до лікарні. У підвалі Андрію надали першу допомогу. Поранення стегна. Далі — до лікарні», — так змальовує ситуацію друг Андрія, український журналіст та мандрівник Дмитро Комаров.

## Цитати
- «Ця війна була визначена наперед усім нашим життям, всією нашою офіційною історією, брехливою і плаксивою, як розповіді повій, і всією нашою неофіційною історією, галасливою і сумбурною, як передсмертні крики жертв інквізиції. Ми не хотіли змінюватися, і тому вона почалась». («Книга змін», збірка оповідань, видавництво «КСД», 2015 рік)
- «Першим було відчуття ірреальності, абсурдності. Відчуття абсурдности через те, що це відбувається в твоїй країні. Стількі разів я працював на війнах у інших країнах, і я завжди повертався додому з відчуттям спокою, миру, який мене очікує вдома. І я молився Богу, і дякував Йому за те, що в нас — не так. Що в нас немає війни». (З інтерв'ю О. Кашпор, автору книги «Війна очима ТСН», видавництво «Основи», 2015 рік)
- «В часи змін яскраві слова розлітаються зі швидкістю кулеметних трасерів». («Книга змін», збірка оповідань, видавництво «КСД», 2015 рік)

## Нагороди
- Орден «За мужність» II ст. (23 серпня 2022) — за значні заслуги у зміцненні української державності, мужність і самовідданість, виявлені у захисті суверенітету та територіальної цілісності України, вагомий особистий внесок у розвиток різних сфер суспільного життя, відстоювання національних інтересів нашої держави, сумлінне виконання професійного обов'язку.[4]
- Орден «За мужність» III ступеня (за серію репортажів з Афганістану з жовтня по грудень 2001 р.)
- Заслужений журналіст України (24 червня 2011) — за значний особистий внесок у соціально-економічний, науково-технічний, культурно-освітній розвиток Української держави, вагомі трудові здобутки, багаторічну сумлінну працю та з нагоди 15-ї річниці Конституції України[5]
- Національна легенда України (2023)[6]
- Премія імені Івана Франка у галузі інформаційної діяльності (2004)
- Заслужений журналіст АР Крим (2002)
- Лауреат премії «Людина року» в номінації «Журналіст» (2001)
- Відзнака «Сухопутні війська»
- Відзнака Міністерства у справах молоді та спорту
- Нагорода «Найкращий сценарій» на XIII Міжнародному телевізійному фестивалі у м. Бар (Чорногорія) за стрічку «Допінг. Фабрика чемпіонів» (2008)
- Публіцистична картина «Беслан. Удар по Росії» була представлена на 45-му Міжнародному телевізійному фестивалі в Монте-Карло (2005)
- «Телетріумф» (за підсумками 2006) в номінації «Репортер» (за серію репортажів для програми «Подробиці»)
- «Телетріумф» (за підсумками 2003) в номінації «Журналіст, репортер» (за проект «На лінії вогню»)
- «Телетріумф» (за підсумками 2002) в номінації «Журналіст, репортер» (за проект «На лінії вогню»)
- «Телетріумф» (за підсумками 2001) в номінації «Журналіст, репортер» (за публіцистичну програму "N-кілометр).
- Програма «Люди», номінант фестивалю телепрограм «Золота ера» в номінації «Публіцистичні програми», 1997 рік, Київ.
- Програма «Люди», лауреат 1-го Міжнародного фестивалю журналістики, 1997 рік, Ялта.
- Програма «Буря в стакане», другий диплом на 1-му Всеукраїнському фестивалі журналістики, 1995 рік, Ясиня.

## Твори та публікації
Співавтор книги «Macedonia: The Conflict and The Media» [Архівовано 28 вересня 2011 у Wayback Machine.], жовтень, 2003 рік, Скоп'є, Північна Македонія, глава «War and peace?». Публікувався в німецькому журналі «Ost in West»: «Leben in der heissen Zone», 14 червня 1999 року та «Geliebte Holle», 18 жовтня 1999 року.
- Роман «Екватор. Чорний колір & Білий колір.» [Архівовано 2 березня 2022 у Wayback Machine.]
- «P.O.W. Люди війни.», есе та оповідання. Вид-во «Фоліо»
- Оповідання «Тріумф»
- Стаття «Як стають шпіонами ФСБ»
- Стаття «Доля прифронтових»
- Стаття «Frygt og had i Avdijivka», газета «Weekendavisen», Данія
- Стаття «Ved verdens laveste hav lever ukrainerne i skyggen af Ruslands aggression», газета «Kristeligt Dagblat», Данія [Архівовано 12 грудня 2018 у Wayback Machine.]
- Оповіді «Книга змін», видавництво «Клуб сімейного дозвілля», 2015
- Роман «Стіна», Видавництво Старого Лева, 2018